# 트바슈트르
트바슈트르(산스크리트어: त्वष्टृ) 또는 트바슈타(산스크리트어: त्वष्टा)는 베다의 장인신이다. 그는 마하바라타 및 푸라나와 같은 후기 힌두교 경전에서 아디티야(여신 아디티의 아들)로 언급되지만 그의 중요성은 줄어들고 있다. 트바슈트르는 때때로 비슈바카르마라는 또 다른 장인신과 동일시된다.

## 힌두 문학
리그베다에서 트바슈트르는 인드라의 바즈라, 브리하스파티의 도끼, 신성한 음식과 음료를 위한 컵을 포함하여 많은 도구를 만든 숙련된 장인으로 언급된다. 그는 형태의 창조자로 언급되며 종종 살아있는 존재와 자궁의 제작자로 언급된다. 그는 또한 우주의 아버지이자 그의 딸인 사란유를 통해 인간의 조상으로 여겨진다. 그는 브리하스파티와 인드라의 아버지이기도 하다. 그는 금속 도끼를 휘두르고, 두 마리의 휴경 암말이 끄는 전차를 탄다.
그는 소마의 수호자이고 그의 아들 비슈바루파는 소의 수호자이다. 인드라는 그의 아버지인 트바슈트르와 갈등을 빚는데, 그는 트바슈트르의 소를 훔치고 비슈바루파의 소를 소유하려 했다. 인드라는 전쟁에서 꾸준히 승리하고 있으며, 트바슈트르는 인드라를 두려워한다고 한다. 타이티리야 삼히타와 브라마나에서는 비슈바루파가 인드라에게 죽임을 당하기 때문에 트바슈트르는 인드라가 소마 희생제에 참석하는 것을 허락하지 않지만, 인드라는 그의 힘을 통해 소마를 훔치고 마신다. 트바슈트르는 비슈바루파의 원수를 갚기 위해 브리트라라는 악마를 만든다. 그러나 트바슈트르가 그를 만들기 위해 주문을 읆었을 때 잘못된 발음을 했기 때문에 인드라가 브리트라를 물리칠 수 있었다. 마나바 푸라나에서 그는 아르주나의 아들 바브루바하나로 환생했다.
트바슈트르는 패션가로서의 역할로 인해 다른 많은 신인 푸샨, 사비트르, 다트르, 프라자파티 및 비슈바카르만과 관련이 있다.